# Shelburne (Vermont)
Shelburne – miasto w Stanach Zjednoczonych, w stanie Vermont, w hrabstwie Chittenden.